# Stefan Bladh

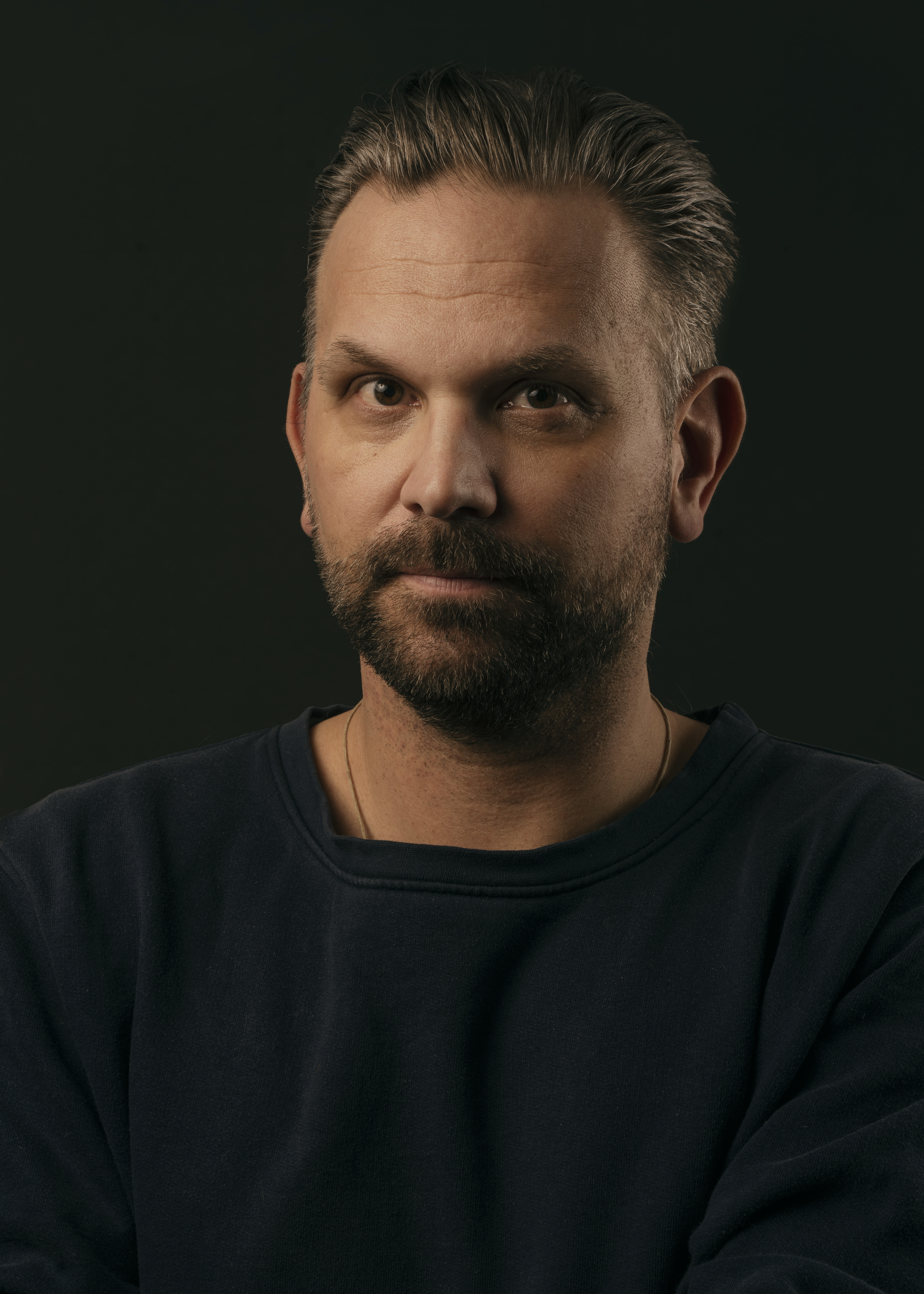
Stefan Bladh, fotograf.

Stefan Bladh, född 5 april 1976 i Längbro församling i Örebro län, är en svensk fotograf, filmare och musiker. Åren 2001–2003 utbildade han sig på Nordens Fotoskola Biskops-Arnö och har sedan 2003 varit yrkesverksam fotograf med svenska och internationella uppdragsgivare. Han arbetar till stor del med egna projekt, främst med böcker och utställningar.
Stefan Bladh har uppmärksammats för böckerna The Family (2010), som fick utmärkelsen Svensk Bokkonst, Hidden Kingdom (2017), nominerad till Svenska Fotobokspriset, Envoi (2022) samt Turkiet 100 år - Drama utan slut (2023) tillsammans med journalisten Bitte Hammargren.  Stefan Bladh regidebuterade 2018 med sin film Utan längtan ingen bild - ett porträtt av fotografen Anders Petersen. Filmen visades på SVT, K-special. Stefan Bladh komponerade även musiken till denna dokumentär. Han ger även ut musik i eget namn och debuterade på EP:n The Island 2021. 

## Regi
- 2018 – Utan längtan ingen bild - ett porträtt av fotografen Anders Petersen. [2] [3]